# Du Chastel de la Howarderie
De familie du Chastel de la Howarderie is een geslacht dat tot de Nederlandse adel behoorde (tak die in 1909 uitstierf), en tot de Belgische adel met de titel van graaf.

## Geschiedenis
De bewezen stamreeks begint met Ireus dou Chastel die vermeld wordt in 1336; hij trouwde met Piéronne de Lalaing, erfdochter van la Howardries (Henegouwen) waardoor deze heerlijkheid in het geslacht Du Chastel kwam en eeuwenlang bleef.
Nageslacht was ook heer van Haubourdinne en Emmerin (Vlaanderen); deze heerlijkheden werden bij diploma van 3 oktober 1605 van Albert en Isabella aartshertogen van Oostenrijk verheven tot burggraafschap.

### Eerste generaties
Ireus dou Chastel, vermeld in 1336; trouwde met Piéronne de Lalaing, erfdochter van la Howardries
- Jacquemes dou Chastel genaamd Houart, heer van la Howarderie (1377) († 1379)
  - Gerard du Chastiel genaamd Houart, heer van la Howarderie († tussen 1411 en 1418)
    - Arnould du Chastel genaamd Houart de la Houardrie, ridder (1423), heer van la Howarderie en Aix (1418) († tussen 1472-1474)
      - Gérard du Chastel genaamd de la Houardrie, heer van Cavrines, enz. († 1489)
        - Simon du Chastel genaamd de la Houardrie, heer van Cavrines, enz. († 1559)
          - Jacques du Chastel, heer van Cavrines, enz. († 1576)
            - Nicolas du Chastel, heer (door koop 1603-) en burggraaf (1605-) van Habourdin en Emmerin, heer van Cavrines, la Howardries, enz. († 1610)
              - Antoine du Chastel, burggraaf van Habourdin en Emmerin, heer van la Howardries, enz. († 1639)
                - Robert François du Chastel, heer van la Howardries (1615-?)
                  - Ferdinand Antoine François du Chastel, burggraaf van Habourdin en Emmerin, heer van la Howardries, enz. († 1683)
                    - Robert Antoine Joseph [des H.R.Rijksgraaf] du Chastel de la Howardries, heer van Aix-en-Pévèle, enz.; trouwde in 1695 met Marie-Claire Anne Scholastique de Croix de Heuchlin, stamouders van alle adellijke leden van het geslacht du Chastel
                      - Alexandre du Chastel de la Howarderie (†1769), getrouwd met Ernestine de Corbie
                        - Ferdinand Eugène du Chastel de la Howarderie (1727-1784), getrouwd met Adrienne de Rodoan
                          - Ferdinand du Chastel de la Howarderie (1760-1844), getrouwd met Alexandrine de Waziers-Wavrin (1769-1814)
                          - Henri du Chastel de la Howarderie (1761-1825), getrouwd met Anne des Enffans (1773-1813)

                      - Denis Jean Joseph [des H.R.Rijksgraaf] du Chastel de la Howardries († 1749), officier, laatst kapitein in Statendient, vader van jhr. Denis Pierre Dominique du Chastel de la Howardries (1748-1833), stamvader van de zevende, Nederlandse tak

## Adelsbesluiten
- In 1605 werd het burggraafschap Haubourdin en Emmerin opgericht ten voordele van Nicolas du Chastel, heer van Howarderie.
- In 1696 werd Robert du Chastel, heer van Howarderie, verheven tot graaf van het Heilig Roomse Rijk, door keizer Leopold I.
- Op 5 maart 1816 volgde de benoeming in de ridderschap van Henegouwen van twee leden van het geslacht met de titel van graaf; beide vervielen wegens gebrek aan opname van de patentbrieven
- Op 19 oktober 1827 volgde erkenning in de Nederlandse adel van een verre verwant van de twee anderen; hij werd de stamvader van de Nederlandse tak.
- In 1857, 1864 en 1867 werden leden van de familie in de Belgische erfelijke adel opgenomen.

## Belgische tak

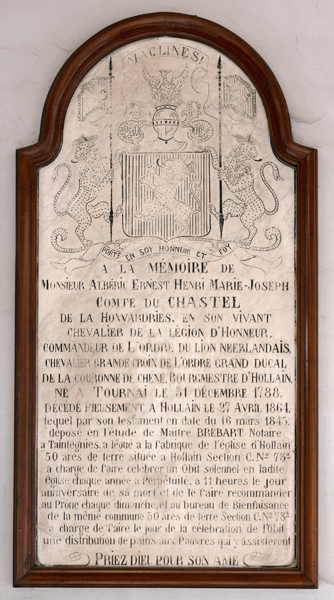
Herdenking Ernest Albéric Henri Marie Joseph de Chastel in Hollain

Bij KB van 5 maart 1816 werd de dragonderkolonel Ferdinand Ernest Joseph Antoine Marie Albéric du Chastel de la Howarderie (1760-1844), echtgenoot van Alexandrine de Waziers-Wavrin (1769-1814), burgemeester van Howardries, benoemd in de ridderschap van Henegouwen met de titel van graaf. Bij KB van 2 augustus 1819 werd hij geroyeerd uit die ridderschap. Dit gebeurde op zijn eigen verzoek: hij had nooit zitting genomen en hij had schriftelijk verklaard afstand te doen van zijn lidmaatschap.
Bij hetzelfde KB was diens neef Ernest Albéric Henri Marie Joseph de Chastel (1788-1864) in die ridderschap opgenomen met de titel van graaf op allen; die neef werd echter nooit van Nederlandse adel omdat zijn adeldom bij KB van 20 april 1819 verviel wegens niet lichten. In 1857 werd hij alsnog erkend te behoren tot de Belgische adel met de titel van graaf op allen.
Vanaf 1857 werden verschillende leden van het geslacht du Chastel opgenomen in de Belgische adel met de titel van graaf op allen; alleen de Belgische takken bloeien nog. Alle takken stammen af van Robert du Chastel, heer van Howarderie die in 1695 trouwde met Marie-Claire de Croix.

### Eerste tak
Louis Odilon Antoine graaf du Chastel de la Howarderie (1803-1865), burgemeester van Lesdain, zoon van Ferdinand hierboven vermeld, in 1857 erkend in de Belgische adel met de titel van graaf op allen
- Robert Albéric Guillaume Frédéric Nicolas du Chastel de la Howarderie (1832-1898), burgemeester van Howardries en van Hollain, kamerheer van koning Willem I der Nederlanden
  - Marie gravin du Chastel de la Howarderie (1858-1913); trouwde in 1879 met Charles baron Gericke van Herwijnen (1848-1930), Nederlands ambassadeur
- Maurice graaf du Chastel de la Howarderie (1834-1903), burgemeester van Lesdain en Howardries, letterkundige
- Frédéric Adolphe Louis graaf du Chastel de la Howarderie (1836-1893), kapitein der cavalerie; trouwde in 1867 met Alice gravin du Chastel de la Howarderie (1846-1910)
  - Yolande gravin du Chastel de la Howarderie (1869-1958), laatste van de eerste tak; trouwde in 1939 met Albert graaf du Chastel de la Howarderie (1857-1946), verzekeraar

### Tweede tak
Edouard Félix Antoine graaf Duchastel (1805-1878), schepen van Montignies-sur-Roc, broer van Louis (1803-1865), verkreeg op 30 juni 1867 adelserkenning met de titel van graaf op allen; was ongehuwd.

### Derde tak
Antoine Armand Joseph graaf du Chastel de la Howarderie (1808-1877), officier der cavalerie in Nederlandse dienst, burgemeester van Howardries, raadslid van Kain, broer van de voornoemden, verkreeg op 8 juli 1864 adelserkenning met de titel van graaf op allen. Hij trouwde met Marie-Louise Debaisieux (1811-1868)
- Paul Armand graaf du Chastel de la Howarderie (1847-1936),[1] was auteur van genealogische werken. Hij trouwde met Catherine Moutury (1848-1901) en in 1902 met Catherine Duplat (1882-1974) bij wie hij twee dochters had, die ongehuwd bleven.

### Vierde tak
Ernest Alberic Henri Marie Joseph graaf du Chastel (1788-1864), was de zoon van Robert Henri du Chastel (1761-1825), burgemeester, militair en Eerste Kamerlid. Alberic was kapitein in Franse dienst, vleugeladjudant van de prins van Oranje, lid van de Tweede Kamer, burgemeester van Bruyelle en Hollain. Hij verkreeg op 2 november 1857 Belgische adelserkenning met de titel van graaf op allen en bleef ongehuwd. Hij was bij KB van 5 maart 1816 verheven in de Nederlandse adel maar dat verviel bij KB van 20 april 1819, wegens niet lichten.

### Vijfde tak
Henri Albéric Victor Eugène du Chastel de la Howarderie (1826-1895), burgemeester van Wez-Welvain, was de zoon van Adolphe du Chastel de la Howarderie (1797-1845), broer van Alberic (vierde tak) en getrouwd met Leonie Lefebvre (1804-1827). Hij verkreeg op 2 november 1857 adelserkenning met de titel van graaf op allen
- Alix gravin du Chastel de la Howarderie (1849-1934); trouwde in 1871 met Georges baron Snoy (1844-1923), ondervoorzitter van de kamer van volksvertegenwoordigers
- Adolphe graaf du Chastel de la Howarderie (1851-1918), ambassadeur. Hij was getrouwd met prinses Marie-Jeanne de Croÿ (1856-1914)
  - Jacques graaf du Chastel de la Howarderie (1885-1966). Hij was getrouwd met Marie-Anne de Cossé Brissac (1887-1975)
    - Henri graaf du Chastel de la Howarderie (1924), burgemeester van Wez-Welvain

  - Ferdinand graaf du Chastel de la Howarderie (1892-1981), ambassadeur, trouwde met Blanche de Coëtnempren de Kersaint (1891-1977)
- Raymond graaf du Chastel Andelot de la Howarderie (1852-1941), luitenant-generaal, verkreeg in 1876 als enig erfgenaam van zijn oom Léon d'Andelot naamstoevoeging
- Eugène graaf du Chastel de la Howarderie (1856-1927)
  - Simone gravin du Chastel de la Howarderie (1891-1974); trouwde in 1912 met Henri baron de Woelmont (1881-1931), ambassadeur en hertrouwde in 1946 met jhr. Bernard de l'Escaille (1874-1957), ambassadeur
  - Renée gravin du Chastel de la Howarderie (1892-1932); trouwde in 1926 met Jean baron de Villenfagne de Sorinnes (1878-1951), ambassadeur
  - Henri graaf du Chastel de la Howarderie (1894-1982), generaal-majoor, ordonnansofficier van koning Albert I, militair attaché. Hij was getrouwd met gravin Marie-Antoinette de Bousies (1894-1983)
    - Simon graaf du Chastel de la Howarderie (°1926), beeldhouwer
    - Baudouin graaf du Chastel de la Howarderie (°1930), trouwde met Gabrielle de Launoit, dochter van graaf Paul de Launoit.

  - Hélène gravin du Chastel de la Howarderie (1898-1980); trouwde in 1921 met Alfred graaf de Lichtervelde (1888-1965), burgemeester van Gages
  - Madeleine gravin du Chastel de la Howarderie (1905-1997); trouwde in 1926 met Cornelis Kneppelhout, heer van Sterkenburg (1883-1967), lid van de Nederlandse familie Kneppelhout; trouwde in 1971 met baron Willem Michiels van Kessenich (1902-1992), burgemeester van Maastricht, lid van de familie Michiels
  - Gaston graaf du Chastel de la Howarderie (1897-1984), trouwde met Elisabeth Rioult de Neuville (1900-1929) en met Monique de Grammont (1905-1992), met wie hij respectievelijk vijf en vier kinderen had.

### Zesde tak
Camille graaf du Chastel de la Howarderie (1827-1880) verkreeg op 2 november 1857 adelserkenning met de titel van graaf op allen, samen met zijn broer Henri graaf du Chastel de la Howarderie (1826-1895), stamvader van de vijfde tak. Hij trouwde met gravin Marie-Thérèse de Marnix (1837-1913)
- Mathilde gravin du Chastel de la Howarderie (1855-1892), trouwde met graaf Aymard d'Ursel (1849-1939)
- Albert graaf du Chastel de la Howarderie (1857-1946), verzekeraar, voorzitter van de Compagnie des Propriétaires Réunis. Hij was achtereenvolgens getrouwd met Marie de la Forest Divonne (1870-1927), Yolande des Courtils de Merlemont (1869-1937) en gravin Yolande du Chastel de la Howarderie (1869-1958)
  - Thérèse gravin du Chastel de la Howarderie (1889-1924); trouwde in 1912 met Marcel markies de Castellane (1884-1951), lid van de familie De Castellane
- Berthe gravin du Chastel de la Howarderie (1860-1941); trouwde in 1890 met graaf Theodore de Renesse (1854-1927), senator, gouverneur van Limburg

## Nederlandse (zevende) tak

Familiewapen van Du Chastel de la Howarderie

jhr. Denis Pierre Dominique du Chastel de la Howarderie (1748-1833), verre neef van bovengenoemden, officier in Statendienst, later in Franse dienst, sous-prefect en lid arrondissementsraad van Leuven; verkreeg op 19 oktober 1827 adelserkenning met het predicaat jonkheer
- jhr. Pierre Dominique Hégésippe Marie du Chastel de la Howarderie (1776-1839), generaal-majoor in Nederlandse dienst
  - Charles Antoine Gabriel Marie (Belgisch) graaf du Chastel de la Howarderie (1807-1876), luitenant-generaal, erkenning in de Belgische adel in 1857 met de titel van graaf op allen
  - jhr. Louis Gabriel Jean François de Paule du Chastel de la Howarderie (1808-1880), ambassadeur in Nederlandse dienst
    - jhr. Emeric Fortuné Marie Joseph Ghislain (Belgisch) graaf du Chastel de la Howarderie (1853-1905), luitenant, in 1876 erkend in de Belgische adel met de titel van graaf op allen
- jhr. Eugène du Chastel de la Howarderie (1777-1849), ging over naar de Belgische adel
- jhr. Henri Eugène Fortuné du Chastel de la Howarderie (1800-1867), kapitein Generale Staf in Nederlandse dienst vanaf 1830, ordonnans-officier prins Frederik, historisch publicist (onder pseudoniem H.E.F. de Cavrines)
- jkvr. Maria Johanna Therese Apolina du Chastel de la Howarderie (1808-1849), hofdame

## Nakomelingen
De meeste takken zijn uitgestorven. Dit geldt voor de eerste, tweede, derde, vierde, zesde en zevende tak. Alleen de afstamming van de vijfde tak heeft zich tot in de 21ste eeuw gehandhaafd.

### België
- Paul DU CHASTEL, Généalogie du Chastel de la Howardries, Doornik, 1872.
- Baron GUILLAUME, Pierre-Dominique du Chastel de la Howarderie, homme de guerre, in: Biographie nationale de Belgique, Brussel, 1878.
- Paul DU CHASTEL DE LA HOWARDERIE, Généalogie de la famille du Chastel de la Howarderie antérieurement à l'an 1500, refaite sur titres, in: Jadis, 1904.
- Ph. & X. DE GHELLINCK DVAERNEWYCK, Silhouettes d'ancêtres. Le comte Paul-Armand du Chastel de la Howarderie, 1847-1936, in: Le Parchemin, 1981.
- Oscar COOMANS DE BRACHÈNE, État présent de la noblesse belge, Annuaire 1986, Brussel, 1986 p. 146-163.
- Paul JANSSENS en Luc DUERLOO, Wapenboek van de Belgische adel. Brussel, 1992, p. 507-508.
- Oscar COOMANS DE BRACHÈNE, État présent de la noblesse belge, Annuaire 2004, Brussel, 2004

### Nederland
- E. WITTERT VAN HOOGLAND, De Nederlandse Adel, Den Haag, 1913.
- De Nederlandse adel. Besluiten en wapenbeschrijvingen, 's-Gravenhage, 1989.
- Nederland's Adelsboek 81 (1990-1991), p. 111-119.

## Voetnota
1. ↑  Hij werd geboren als het natuurlijk kind van Marie-Louise Debaisieux en werd erkend door Armand du Chastel naar aanleiding van diens huwelijk met Marie-Louise in 1857.

D'Aubremé † ·
Bentinck † ·
Van den Bosch ·
De Borchgrave d'Altena ·
Van Bylandt ·
Du Chastel de la Howarderie † ·
Van Gronsfeld Diepenbrock † ·
Dumonceau ·
Van der Duyn † ·
Festetics de Tolna ·
De Ficquelmont † ·
De Geloes ·
Van der Goltz † ·
Van Heerdt † ·
Van Heiden † ·
De Hochepied ·
Van Hoensbroeck ·
Van Hogendorp · 
Von Hompesch-Rürich † · 
De Larrey † ·
Van Limburg Stirum · 
Van Lynden ·
De Marchant et d'Ansembourg ·
Van Nassau la Lecq † ·
De Norman d'Audenhove ·
Von Oberndorff ·
Van Oranje-Nassau van Amsberg · 
De Perponcher Sedlnitsky ·
Von Quadt ·
Van Randwijck ·
Von Ranzow ·
Van Rechteren ·
Van Reede † ·
Van Renesse † · 
De Riquet de Caraman ·
Schimmelpenninck ·
Zu Stolberg-Stolberg ·
Van Wassenaer † ·
Wolff Metternich † ·
Van Zuylen van Nijevelt

Geslachten die tot de adel van het Koninkrijk der Nederlanden behoren of hebben behoord. Lijst volgens opgave van de Hoge Raad van Adel. †: Geslacht uitgestorven of titel vervallen.